# Akifumi Shimoda
Akifumi Shimoda (下田 昭文, Shimoda Akifumi) est un boxeur japonais né le 11 septembre 1984 à Sapporo.

## Carrière
Champion du Japon en 2007 puis champion d'Asie OPBF en 2010 des super-coqs, il devient champion du monde WBA de la catégorie le 31 janvier 2011 après sa victoire aux points face à son compatriote Ryol Li Lee. Shimoda perd en revanche son titre dès le combat suivant organisé à Atlantic City le 9 juillet 2011 face à l'américain Rico Ramos par KO à la 7e reprise.